# Adore Delano
Dani Noriega, mais conhecida pelo nome artístico Adore Delano, (Azusa, 29 de setembro de 1989) é uma cantora, compositora, drag queen e personalidade de televisão mexicana-americana. Noriega apareceu como um concorrente na sétima temporada do American Idol em 2008 e depois competiu como Adore Delano na sexta temporada de RuPaul's Drag Race, tornando-se uma favorita entre os fãs e, finalmente, chegando aos três finalistas. Delano gravou e lançou três álbuns de estúdio: Till Death Do Us Party em 2014, After Party em 2016 e Whatever em 2017. Adore se assumiu como mulher trans em um vídeo publicado em seu perfil no Instagram em 2023.

## Carreira
Sua primeira aparição na televisão foi na 7ª temporada do programa American Idol em 2008, como o participante Danny Noriega. Após isto, tornou-se uma celebridade na internet, graças aos seus vídeos no Youtube, onde criou as drags Adore e Angel Baby.
Em 2014, Adore Delano competiu na 6.ª temporada do reality show RuPaul's Drag Race, chegando à final do programa, junto com Courtney Act e a campeã Bianca Del Rio. No mesmo ano, lançou seu primeiro álbum de estúdio Till Death Do Us Party, emplacando o hit "I Adore U" na parada da Billboard.
Em 2015, Adore veio pela primeira vez ao Brasil. Em 2016, lançou seu segundo álbum After Party e participou da segunda edição do spin-off RuPaul's Drag Race: All Stars, desistindo do mesmo durante o segundo episódio.

## Discografia
- Till Death Do Us Party (2014)
- After Party (2016)
- Whatever (2017)

## Filmografia
Televisão
| Ano         | Título                                | Papel         | Nota                                      | Ref.  |
| ----------- | ------------------------------------- | ------------- | ----------------------------------------- | ----- |
| 2008        | American Idol                         | Danny Noriega | Participante - Top 16                     | [ 3 ] |
| 2008        | The Ellen DeGeneres Show              | Danny Noriega |                                           |       |
| 2014        | RuPaul's Drag Race                    | Adore Delano  | Participante - Finalista                  | [ 3 ] |
| 2014        | RuPaul's Drag Race: Untucked          | Adore Delano  | Bastidores de RuPaul's Drag Race          | [ 3 ] |
| 2015        | Chasing Life                          | Adore Delano  |                                           |       |
| 2016        | RuPaul's Drag Race: All Stars         | Adore Delano  | Participante - 9°Lugar                    |       |
| 2018        | Courtney Act's Christmas Extravaganza | Adore Delano  | Especial de Natal                         | [ 4 ] |
| 2019        | The View                              | Adore Delano  | Entrevista com Nina West e Monet X Change | [ 5 ] |
| 2019 - 2020 | Ex on the Beach                       | Adore Delano  | 4ª Temporada - Participante               | [ 6 ] |
| 2020        | KTLA 5 News                           | Adore Delano  |                                           | [ 7 ] |